# 346 î.Hr.

## Nașteri
- dată necunoscută: Stateira a II-a  (d. 323 î.Hr.)